# John Lauridsen
 Ikke at forveksle med Jon Lauritzen.
John Mikkelsen Lauridsen (født 2. april 1959 i Ribe) er en dansk tidligere landsholdsspiller i fodbold. John spillede for Esbjerg fB, da han i 1981 debuterede på landsholdet. I alt spillede han 27 A-landskampe, hvori han scorede 3 mål.

## Landsholdskarriere
John Lauridsen var en dygtig og værdifuld fodboldspiller på ethvert hold, og han blev da også A-landsholdsspiller, da han som 22-årig debuterede 12. august 1981 i en venskabskamp ude mod Finland, som Danmark vandt 2-1, og hvor John scorede til 1-1 efter 27 minutter. Det blev til endnu en kamp som Esbjerg-spiller 14 dage senere, da Danmark hjemme slog Island 3-0. Efter at være blevet professionel i Spanien spillede John herefter A-landskampe hvert år de næste 7 år – men hans total blev alligevel kun i alt 27 landskampe (heraf 11 som indskifter). Han kom bl.a. ind mod Jugoslavien 12 minutter før tid ved EM 1984, og scorede her et flot mål blot 6 minutter senere til slutsejren på 5-0. John scorede sit tredje og sidste landskampsmål i venskabskampen i Idrætsparken 8. maj 1984 mod DDR (4-1), hvilket var hans 20. landskamp. Karrieren i rødt og hvidt sluttede 27. april 1988 i Wien, hvor Danmark tabte en venskabskamp mod Østrig med 1-0 på et selvmål af Klaus Berggreen.
Det blev således til 1 608 spilleminutter i 27 A-landskampe. Forinden var det i 1979 blevet til 3 amatørlandskampe.

## Seniorkarriere
John Lauridsen spillede ungdomsfodbold 11 år i Gredstedbro Boldklub og 3 år i Vejle, inden han som 19-årig debuterede på Esbjerg fB's 1. hold i 1978. Her opnåede John Lauridsen over 2 perioder fra 1978-81 og 1990-92 at spille i alt 173 kampe og score 37 mål, afbrudt af en glorværdig udenlandsk karriere i spansk fodbold.
John Lauridsen var en offensiv og kreativ midtbanespiller med en fremragende teknik, et godt overblik og et godt skud. John var desuden en både klog og elegant holdspiller, der også evnede at score afgørende mål. Han var med til at vinde det 5. mesterskab til Esbjerg fB i 1979.
Hvad der måske ikke helt blev opnået i landsholdssammenhæng, opnåede John Lauridsen til gengæld som professionel fodboldspiller i Spanien. Det startede i oktober 1981, hvor John skulle til England for at skrive kontrakt med Ipswich, men færgeoverfarten Esbjerg-Harwich var indstillet pga. dårligt vejr, så turen blev ikke til noget. I mellemtiden ringede en mellemhandler, Fernand Goyvaerts, med et tilbud fra Español i Barcelona – og derfor blev det i stedet en tur til spansk fodbold.
Her havde den blonde dansker meget stor succes. Han var i mange år (1981-88) stjernespilleren for Español, hvor han opnåede at spille 213 klubkampe. I 1988 nåede holdet frem til finalen i UEFA Cup´en mod Bayer Leverkusen (3-0, 0-3 og sejr til Bayer Leverkusen på 2-3 i straffesparkskonkurrencen). John Lauridsen blev anset som holdets motor og spilstyrer, og opnåede da også den store hæder i 1987 at blive kåret som bedste udlænding i den spanske liga.
Efter det lange ophold i Barcelona skiftede John Lauridsen klub til CD Málaga, hvor han sluttede det spanske eventyr med et par sæsoner (1989-90) og spillede 58 kampe. Hjemvendt fra sydens sol valgte John Lauridsen at fortsætte karrieren i Danmark, og spillede 76 kampe mere for Esbjerg fB, som på det tidspunkt var i 2. division. Han var dog med til at spille klubben tilbage til 1. division, og oplevede i sin afskedskamp, den 29. november 1992, at vinde 4-1 ude mod Vejle. Derefter valgte John at fortsætte på lidt lavere blus, nærmere bestemt i Bramming Boldklub. Han er dog senere blevet landsholdsspiller igen, denne gang på oldboyslandsholdet.

## Efter karrieren
John Lauridsen er speditør i Blue Water, og arrangerer her varetransporter mellem Danmark og Spanien. I Spanien blev John Lauridsen kaldt Rubio, hvilket betyder den blonde, mens han i Danmark bliver omtalt som Señor pga. den succesrige fortid i Spanien.
Senest kendte bopæl (ult. 2004): Bramming.[kilde mangler]
Tidligere klubber
- Gredstedbro Boldklub
- Vejle Boldklub
- Esbjerg fB
- RCD Espanyol
- CD Malaga
- Bramming Boldklub